# Баббит
Бабби́т — антифрикционный литейный сплав на основе олова и/или свинца, с добавлением меди, сурьмы и других легирующих компонентов, предназначенный для использования в виде слоя залитого или напыленного по корпусу вкладыша подшипника скольжения, работающего со смазкой при высоких нагрузках и относительных скоростях скольжения поверхностей.

## История
Назван в честь американского изобретателя Исаака Баббита (1799—1862).
Баббит родился в Таунтоне, штат Массачусетс, США. Работая ювелиром, стал заниматься производством сплавов. В 1824 году открыл в родном городе первую в США фабрику по изготовлению дешёвого сплава — заменителя серебра, состоящего из меди, олова и сурьмы.
В 1834 году продал свою часть предприятия (существующего до сих пор) и переехал в Бостон, где нанялся на работу в Южно-Бостонскую железоделательную компанию (литейное производство Алджера). Работая там, отлил первую в США медную пушку. В 1839 году изобрёл хорошо известный сейчас антифрикционный сплав баббит. За это изобретение он был удостоен в 1841 году золотой медали ассоциации механиков Массачусетса. Конгресс США выкупил у Баббита патент на созданный им сплав за 20 000 долларов. Баббит продолжал разрабатывать различные сплавы, а также занимался производством мыла.
В России баббит стали применять в промышленном производстве с 1847 года.

## Химический состав
Химический состав оловянно-свинцовых баббитов по ГОСТ 1320-74 приведён в таблице.
| Марка баббита | Химический состав, % | Химический состав, % | Химический состав, % | Химический состав, % | Химический состав, % | Химический состав, % | Химический состав, % |
| ------------- | -------------------- | -------------------- | -------------------- | -------------------- | -------------------- | -------------------- | -------------------- |
| Марка баббита | Основные компоненты  |                      |                      |                      |                      |                      |                      |
| Марка баббита | Олово                | Сурьма               | Медь                 | Кадмий               | Никель               | Мышьяк               | Свинец               |
| Б88           | Остальное            | 7,3—7,8              | 2,5—3,5              | 0,8—1,2              | 0,15—0,25            | —                    | —                    |
| Б83           | Остальное            | 10,0-12,0            | 5,5-6,5              | —                    | —                    | —                    | —                    |
| Б83С          | Остальное            | 9,0—11,0             | 5,0—6,0              | —                    | —                    | —                    | 1,0—1,5              |
| Б16           | 15,0—17,0            | 15,0—17,0            | 1,5—2,0              | —                    | —                    | —                    | Остальное            |
| БН            | 5,5—6,5              | 5,5—6,5              | 1,5—2,0              | 0,1—0,7              | 0,1—0,5              | 0,5—0,9              | Остальное            |
| БС6           | 5,5—6,5              | 5,5—6,5              | 0,1—0,3              | —                    | —                    | —                    | Остальное            |

В состав других баббитов могут входить кадмий, теллур, кальций, натрий, магний.

## Характеристики
Структура баббита состоит из мелких твёрдых металлических кристаллов, рассеянных в более мягком металле, и, по своей сути, является композитным материалом с металлической матрицей. По мере износа подшипника более мягкий металл истирается, создавая мягкую смазку между выступающими твёрдыми кристаллами, которые и образуют фактическую поверхность скольжения. Если баббит на основе олова, составляющего мягкую матрицу, то при трении без смазочного материала олово плавится и действует как смазка, защищая подшипник от полного отказа.
Температура плавления большинства марок баббитов — 300—420 °C.
Баббит, основу которого составляет олово, — марки Б88, Б83, Б83С (зарубежные марки SAE11, SAE12, ASTM2) — используют, когда от антифрикционного материала требуются повышенная вязкость и минимальный коэффициент трения. Оловянный баббит по сравнению со свинцовым обладает более высокой коррозионной стойкостью, износостойкостью и теплопроводностью.
Баббиты на основе свинца — марки Б16, БН, БСб, БКА, БК2, БК2Ш (зарубежные марки SAE13, SAE14, ASTM7, SAE15, ASTM15) — обладают более высокой рабочей температурой, чем баббиты на основе олова. Баббиты на основе свинца применяются для подшипников дизельных двигателей, прокатных станов.
Свинцовокальциевый баббит используют в подшипниках подвижного состава железнодорожного транспорта.
Все баббиты имеют существенный недостаток — низкое сопротивление усталости, что снижает ресурс подшипника. Из-за невысокой прочности баббиты могут успешно эксплуатироваться только в подшипниках, имеющих прочный стальной (чугунный) или бронзовый корпус. Обычно тонкостенные подшипниковые вкладыши автомобильных двигателей внутреннего сгорания изготовляют штамповкой из биметаллической ленты, изготавливаемой на линии непрерывной заливки.
Продолжительность работы подшипников зависит от толщины баббитового слоя, залитого на стальной вкладыш. Уменьшение толщины слоя увеличивает срок службы подшипника.[уточнить]

## Некоторые марки баббита
Баббит (Б83) — сплав, состоящий из следующих элементов: Sn (83 %); Sb (11 %); Cu (6 %) — для подшипников, работающих при средних нагрузках. Допустимое рабочее давление [Pm]: 10—15 МПа.
Баббит (Б16) — сплав, состоящий из следующих элементов: Sn (15—17 %); Sb (15—17 %); Cu (1,5—2,0 %); Pb (остальное) — для моторно-осевых подшипников электровозов, путевых машин, деталей паровозов и другого оборудования тяжёлого машиностроения. Допустимое рабочее давление [Pm]: 10 МПа.
Баббит (СОС6) — сплав, состоящий из следующих элементов: Zn (5,5—6,5 %); Sb (5,5—6,5 %); Pb (остальное) — предназначен для подшипников, работающие при высоких нагрузках (более 20 МПа) и температуре более 300 градусов, для подшипников автомобильных дизельных двигателей.
Допускаемые режимы работы:
- Предел прочности 5—12 МПа.
- Максимальная скорость скольжения 10 м/с.
- Максимальная рабочая температура 80 °С.
- Твёрдость по Бринеллю (HB),  2700—3000 МПа.